# Stolpersteine v Kolíně

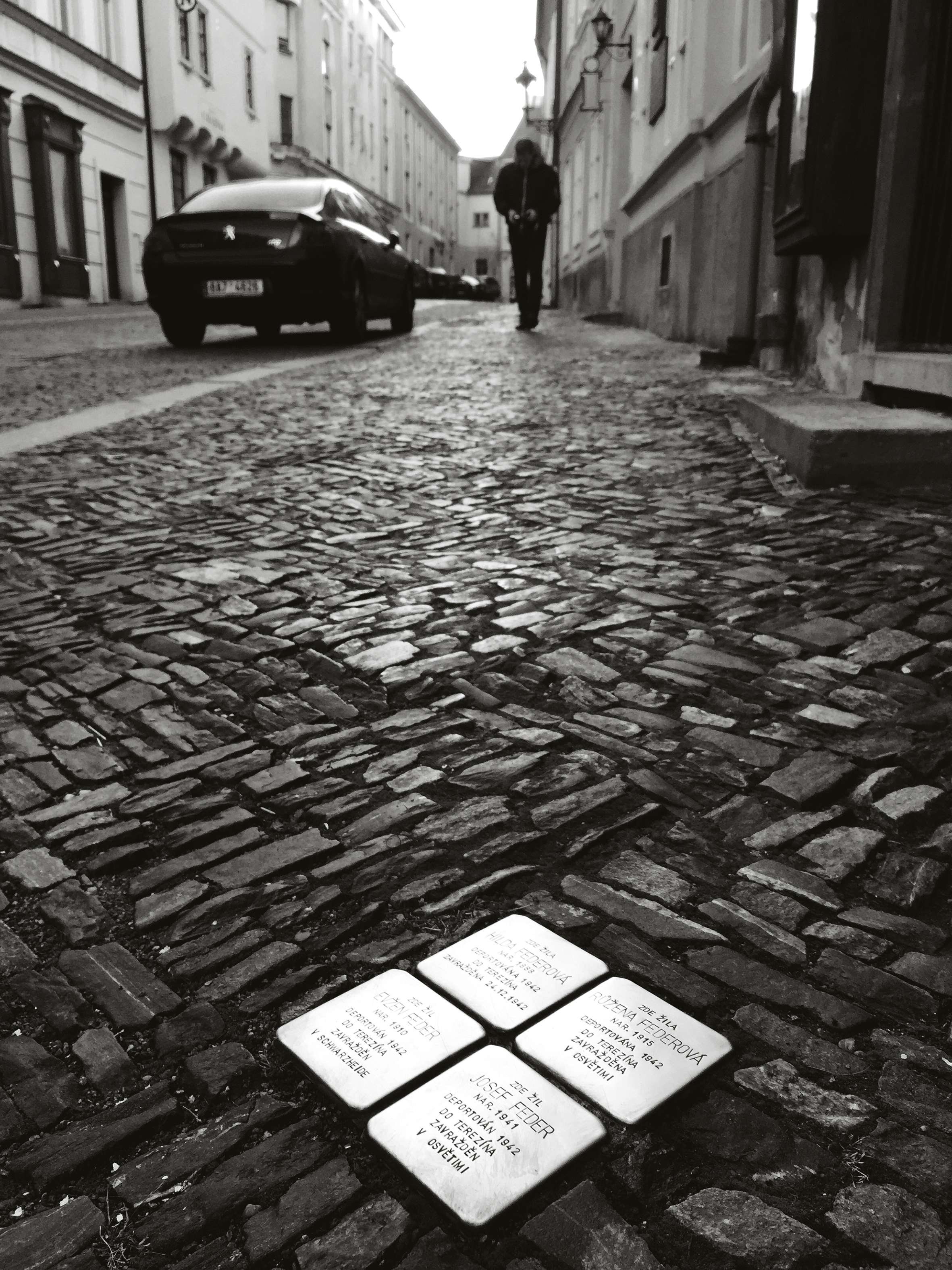
Kameny zmizelých v Kolíně

Stolpersteine, česky též Kameny zmizelých, doslova „kameny, o které je třeba klopýtnout“ (pohledem), jsou dlažební kostky s mosazným povrchem, vsazené do chodníku před domy obětí holokaustu a nacistického režimu. Původně šlo o projekt německého umělce Guntera Demniga, který první kámen položil 16. prosince 1992 před radnicí v Kolíně nad Rýnem, první v současné podobě v roce 1995. Pokládá je dodnes po celé Evropě. Od roku 2008 se "stolpersteine" nacházejí i v chodnících ve městech v České republice.

## Název
Německé Stolperstein je dost obtížné výstižně a přitom krátce přeložit. Význam pojmu je „(dlažební) kameny, o které se zakopává / je možno zakopnout“, zde se však jedná o „kameny, o které se má zakopnout“. Většina jazyků přebírá německý výraz, který je od roku 2006 v Německu a od roku 2013 v Evropské unii patentován.
V češtině byl zprvu též převzat název „stolpersteine“, jak ho začal používat dnes již neexistující spolek Stolpersteine.cz, který jako první organizoval pokládání těchto kamenů v Praze a poté i jinde. S průběhem času se navíc ujal i název kameny zmizelých podle stejnojmenného projektu Židovského muzea v Praze. Oba tyto pojmy jsou od té doby dodnes užívány alternativně. Kameny zmizelých představují rovněž symbolické náhrobní kameny, protože oběti nebyly nikdy pohřbeny.

## Kameny zmizelých v Kolíně
K dubnu 2017 bylo v Evropě již přes 61 000 kamenů zmizelých na zhruba 1200 místech v Rakousku, Belgii, České republice, Francii, Německu, Řecku, Itálii, Maďarsku, Litvě, Lucembursku, Nizozemí, Norsku, Polsku, Rumunsku, Rusku, Slovinsku, Slovensku, Španělsku, Švýcarsku a na Ukrajině.
První kameny zmizelých v Kolíně byly nainstalovány již na podzim roku 2008 (patrně jako druhé město v České republice hned po Praze). K březnu 2017 se v Kolíně nacházelo již přes 60 těchto kamenů. Nacházející se zejména v těchto ulicích a náměstích:
- Na Hradbách: v této ulici je též kolínská synagoga
- Karlovo náměstí: hlavní náměstí v Kolíně, 18 kamenů zmizelých
- Kouřimská
- Husova ulice
- Kutnohorská
- Karolíny Světlé
- Kovářská
- Pražská a další

## Fotogalerie

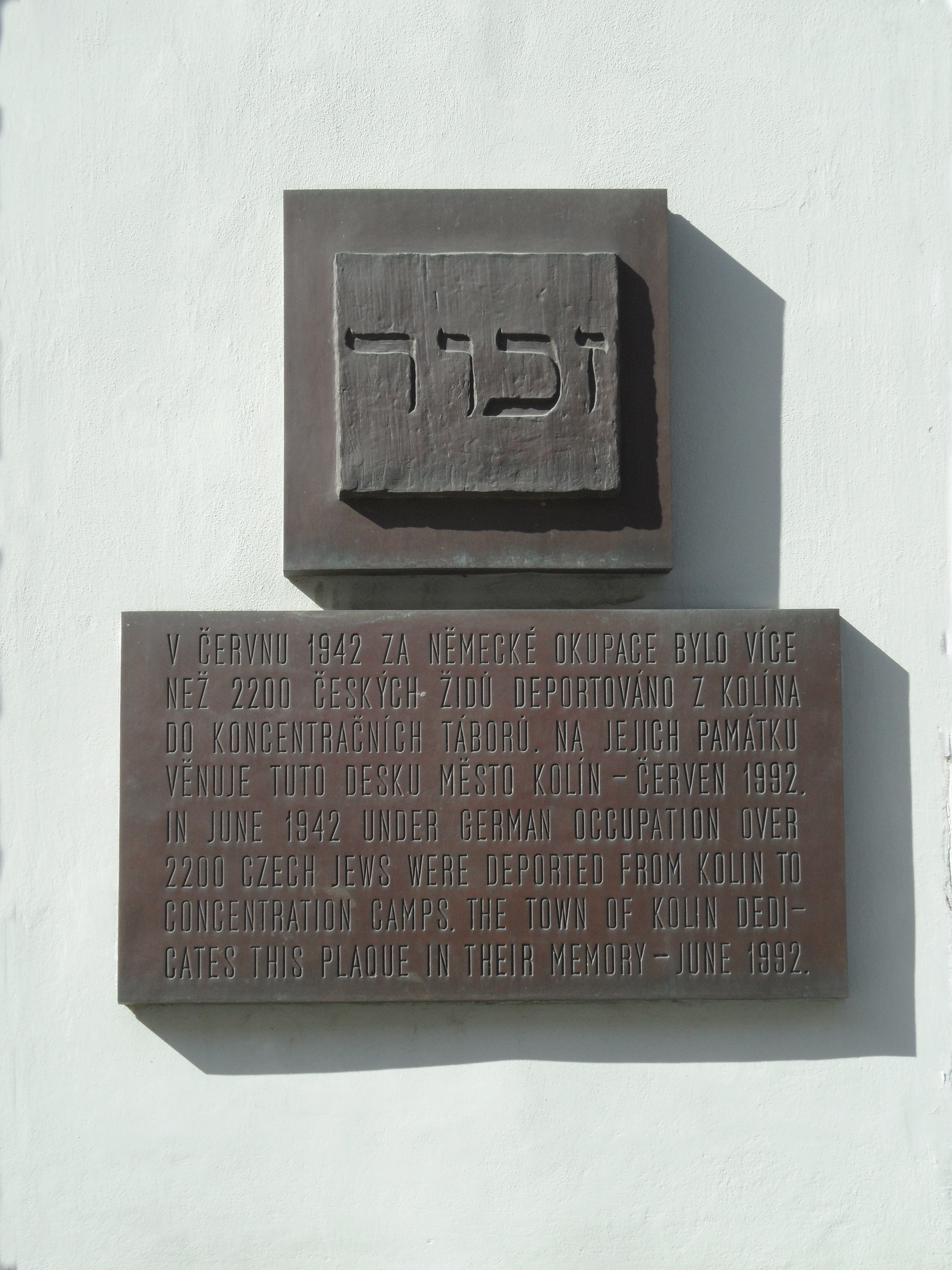
ulice Na Hradbách, pamětní deska na vstupu do synagogy
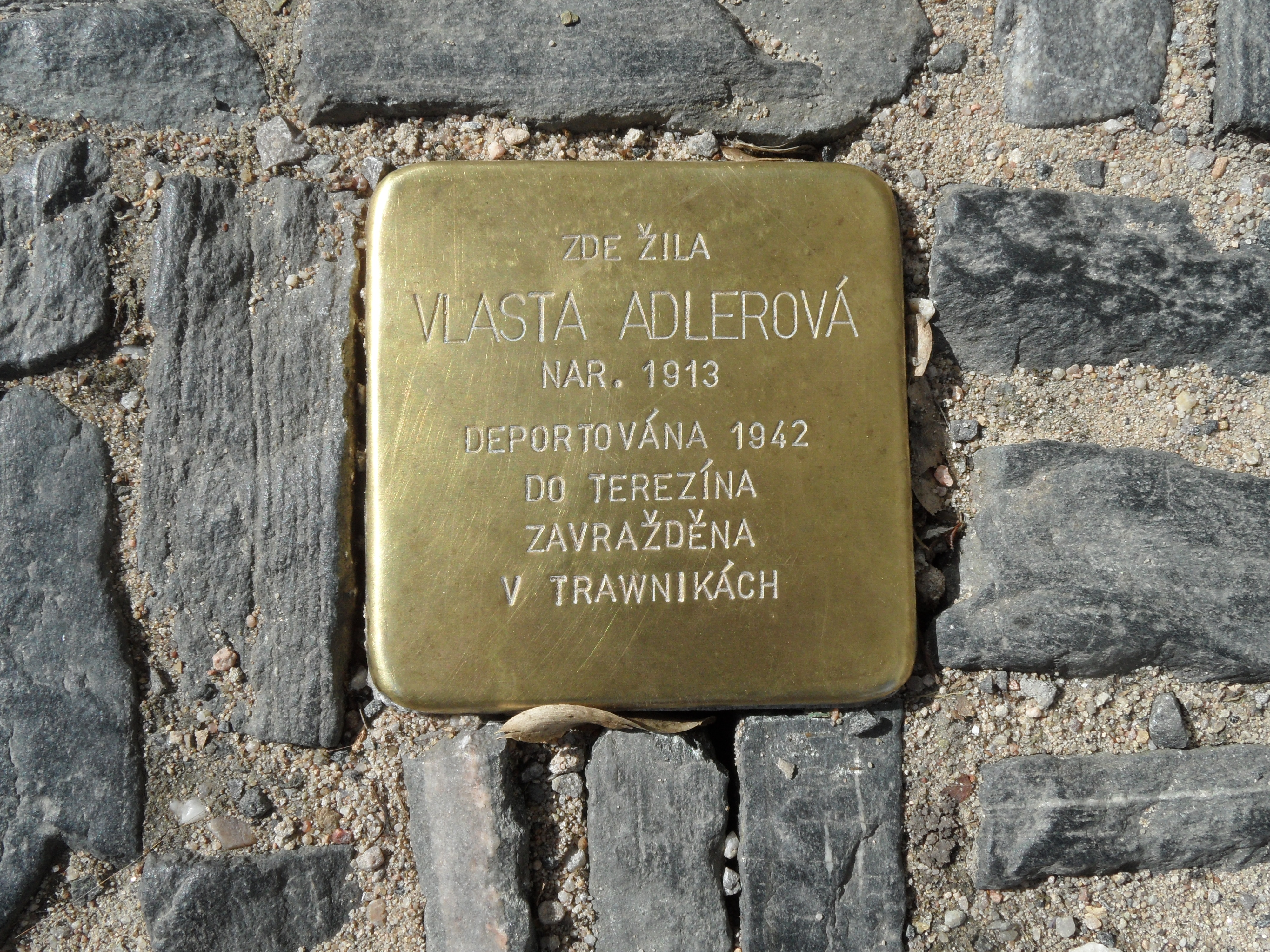
ulice Na Hradbách, Vlasta Adlerová
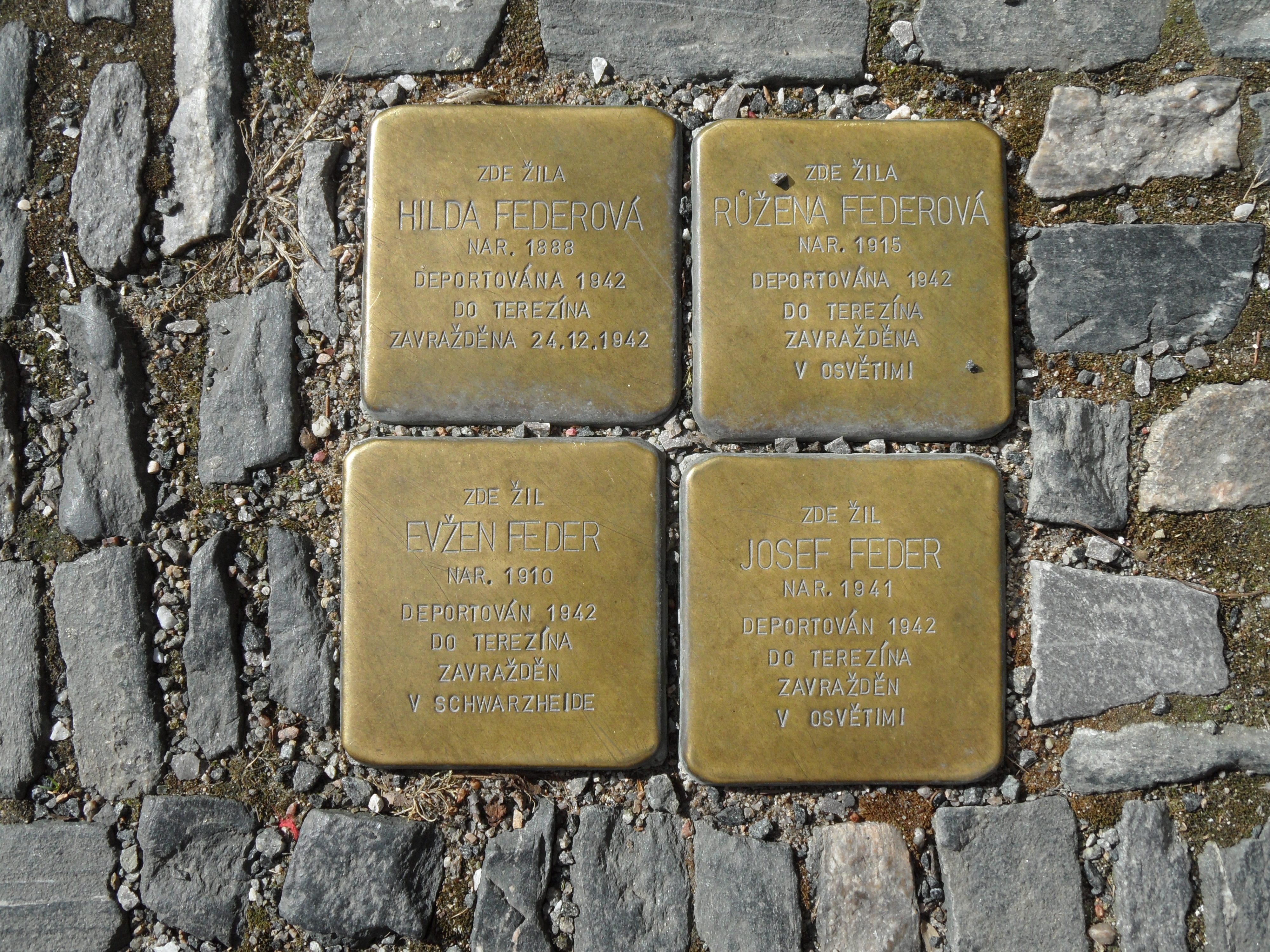
ulice Na Hradbách, rodina Federova